# 關西分駐所
舊關西分駐所是一座位在臺灣新竹縣關西鎮的縣定古蹟。在2017年3月23日之前，其曾為新竹縣警察局新埔分局關西分駐所之辦公用地。該建物自關西太和宮焚毀於後即在1920年代被興建於該廟原址。其建築充滿濃厚日式風味，配色為配合警局，以白、深藍為主。後方有關西分駐所所長宿舍，宿舍旁另有一庭園造景。周邊目前被規畫為古蹟藝術園區使用。

## 歷史
該建物在日治時代為日本殖民當局在當地的行政單位辦公處所。該建物早期為當地「保甲書記事務所」辦公處所，該單位專責關西莊內戶籍與地方行政事務。後來，新竹郡役所警察課在該建物發生火災後將其改建並接收為分支辦公處所。
戰後，地方政府又將其接收繼續作警政單位辦公處所使用。2010年代，由於分駐所建築年代已久，設施不敷使用，加上漏水問題，地方政府有關當局發起整修遷移計畫，而縣政府也規劃了一幢地上3層、地下1層，仿現時分駐所之日式風格新建築做為新的辦公用地。新的關西分駐所於2017年3月27日落成，並遷移至新址，原分駐所正式走入歷史，配合周邊規劃為關西古蹟藝術園區。

## 構造設計

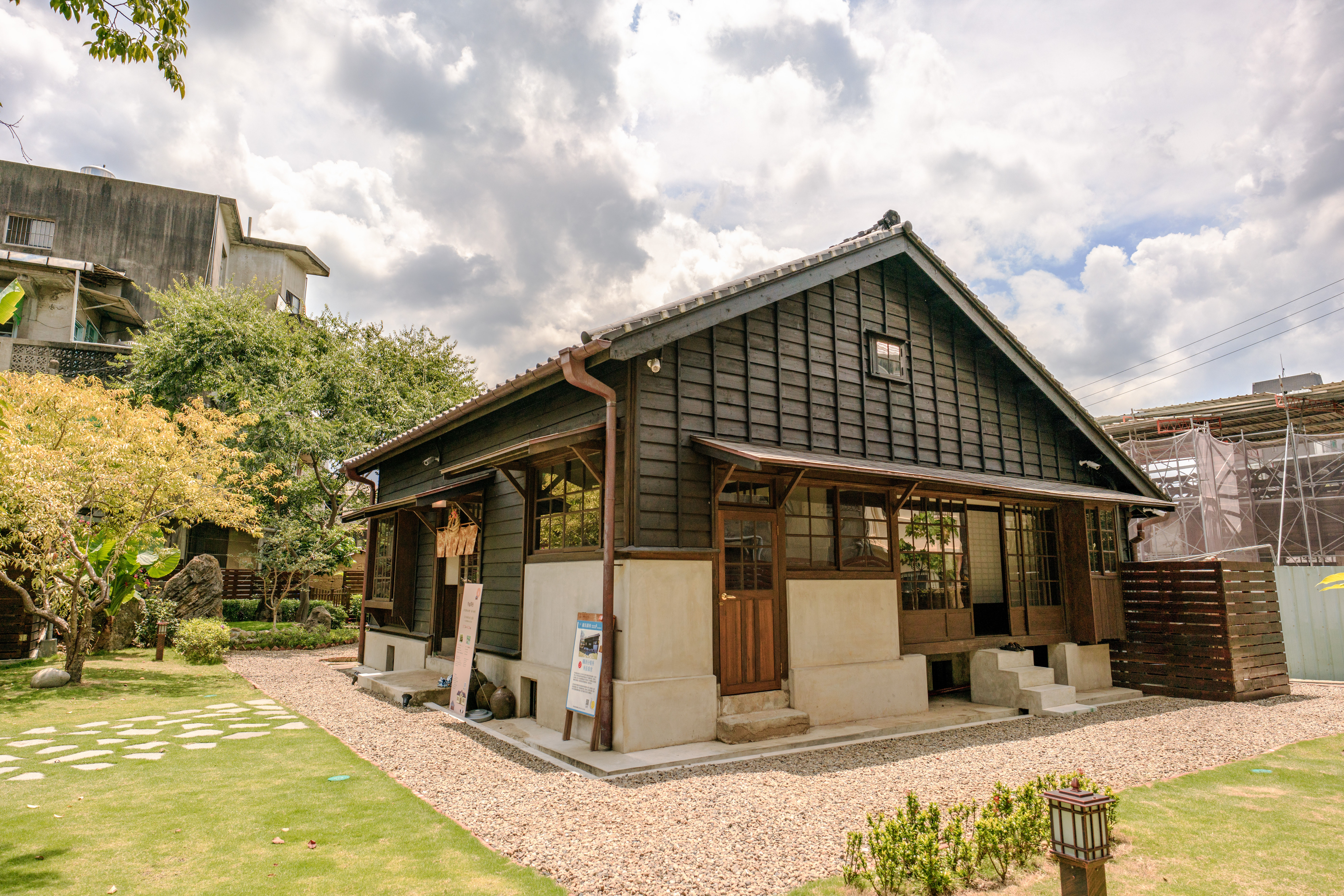
關西分駐所所長宿舍

該建物之主體為一層樓鋼筋混凝土磚造建築，其屋頂覆有日本瓦，正面入口上方有一三角形山牆，入口兩側柱上有西洋幾何圖案浮雕，屬「興亞樣式」建築。
位於其後之所長宿舍則為日式木造建築物。

## 周邊
- 東安橋
- 太和宮
- 樹德診所
- 台灣紅茶公司
- 關西鄭氏祠堂[10]
- 關西豫章堂羅屋書房
- 關西南陽堂鄧屋
- 關西天主堂
- 關西第一戲院
- 錦泰茶廠[4]

## 外部連結
- 新埔分局關西分駐所的Facebook專頁
- 關西分駐所- 分局簡介-新竹縣政府警察局